# Cárcheles
Cárcheles là một đô thị trong tỉnh Jaén, Tây Ban Nha. Theo điều tra dân số 2006 (INE), đô thị này có dân số là 1441 người.
37°38′B 3°38′T / 37,633°B 3,633°T